# James W. Christy

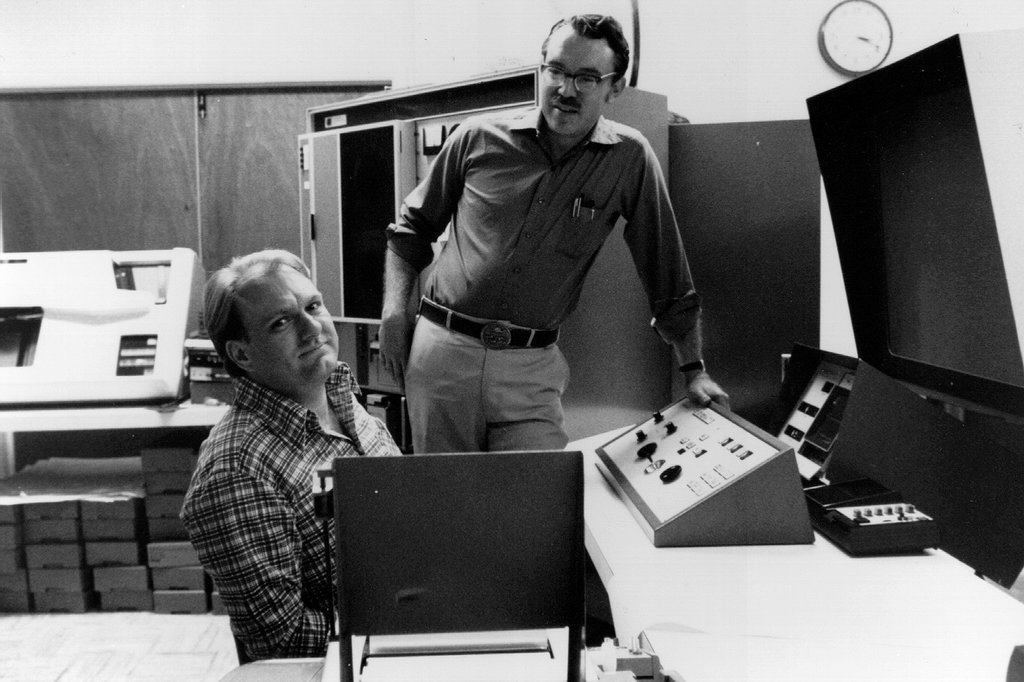
James Christy (stânga) împreună cu Robert Harrington în 1978.

James Walter Christy (n. 1938) este un astronom american.
În timp ce lucra la United States Naval Observatory, la 22 iunie 1978, el a descoperit că Pluton are un satelit natural, pe care l-a botezat la scurt timp Charon. Numele a rămas neoficial până când a fost adoptat de Uniunea Astronomică Internațională în 1986.
Descoperirea a fost realizată prin analizarea atentă a unei fotografii mărite a lui Pluton, observând că ea prezintă o foarte mică excrescență într-o parte. Aceasta și alte plăci fotografice au fost considerate „slabe” deoarece imaginea alungită a lui Pluton a fost considerată a fi un defect rezultat din alinierea greșită. Christy însă a observat că doar Pluton apare alungită, nu și stelele din spatele său.
Activitatea anterioară a lui Christy la Naval Observatory cuprinsese și fotografii de stele duble, astfel că s-a gândit că alungirea ar fi un companion al lui Pluton. După ce a examinat imaginile din arhivele observatorului până la cele din anul 1965, el a concluzionat că alungirea este într-adevăr un satelit.
Dovezile fotografice au fost considerate convingătoare dar nu definitive (încă era posibil ca alungirea să fie un munte uriaș de pe Pluton). Pe baza orbite calculate a lui Charon însă, s-au prezis și s-au observat o serie de eclipse a lui Pluton și Charon, confirmând descoperirea.
Ironic, plăcuța din 1965 conținea o notă „imagine alungită a lui Pluton”, dar astronomii observatorului, inclusiv Christy, au presupus până în 1978 că acestea erau greșite.

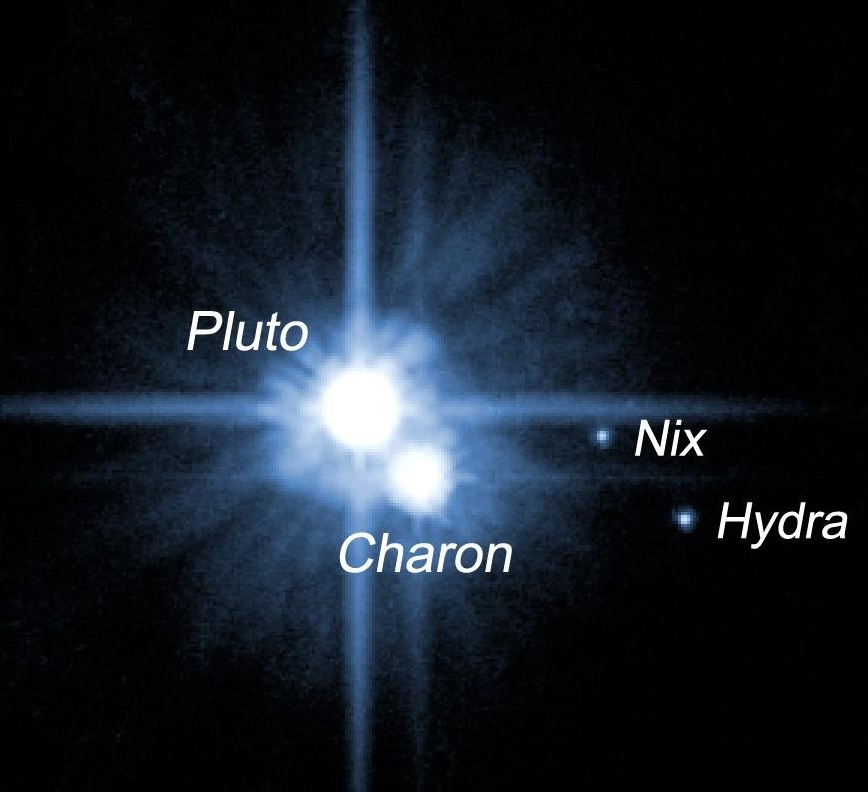
Pluton şi Charon apărând ca două corpuri distincte pe o fotografie realizată în 2006 de Hubble

Cu telescoapele mai moderne, cum ar fi telescopul spațial Hubble sau telescoapele de la sol dotate cu optică adaptivă, s-au obținut cu ușurință imagini în care Pluton și Charon apar distinct, confirmând descoperirea. Spre sfârșitul lui 2008, asteroidul 129564 Christy a fost numit în cinstea descoperitorului lui Charon.